# Чжанпин
Чжанпи́н (кит. упр. 漳平, пиньинь Zhāngpíng) — городской уезд городского округа Лунъянь провинции Фуцзянь (КНР).

## История
Уезд Чжанпин (漳平县) был выделен из уезда Лунъянь во времена империи Мин в 1471 году.
После образования КНР в 1949 году был создан Специальный район Лунъянь (龙岩专区), и уезд вошёл в его состав. В июле 1956 года был расформирован уезд Нинъян (宁洋县), и часть его земель перешла в состав уезда Чжанпин. В 1971 году Специальный район Лунъянь был переименован в округ Лунъянь (龙岩地区).
Постановлением Госсовета КНР от 15 августа 1990 года уезд Чжанпин был преобразован в городской уезд.
Постановлением Госсовета КНР от 20 ноября 1996 года округ Лунъянь был преобразован в городской округ Лунъянь.

## Административное деление
Городской уезд делится на 2 уличных комитета, 11 посёлков и 3 волости.